# Santa Eugènia (Mallorca)
Santa Eugènia ist eine der 53 Gemeinden der spanischen Baleareninsel Mallorca. Sie zählt 1.899 Einwohner (Stand: 2024), davon 1296 im gleichnamigen Ort (Stand 2008). Im Jahr 2006 betrug der Ausländeranteil der Gemeinde 14,9 % (214), der Anteil deutscher Einwohner 4,7 % (68).

## Orte der Gemeinde
Zur Gemeinde Eugènia gehören folgende Orte:
- Alqueries (117 / 117 Einwohner)
- Coves (31 / 31 Einwohner)
- Olleries (118 / 118 Einwohner)
- Santa Eugènia (1010 / 1296 Einwohner)

Die Einwohnerzahlen in Klammern stammen vom 1. Januar 2008. Die erste Zahl gibt dabei die Einwohner der geschlossenen Ortschaften an, die zweite Zahl die Einwohner der Orte einschließlich der hinzu zu rechnenden „verstreut“ lebenden Bevölkerung außerhalb der eigentlichen Siedlungen. (Quelle: INE)

## Sehenswürdigkeiten
- Pfarrkirche aus dem 18. Jahrhundert
- Windmühlen von es Puget
- Franziskanerkloster
- der einzige jüdische Friedhof Mallorcas

## Persönlichkeiten
- Juan Sastre y Riutort (1883–1949), römisch-katholischer Ordensgeistlicher, Apostolischer Vikar von San Pedro Sula